# Vincenzo Chilone

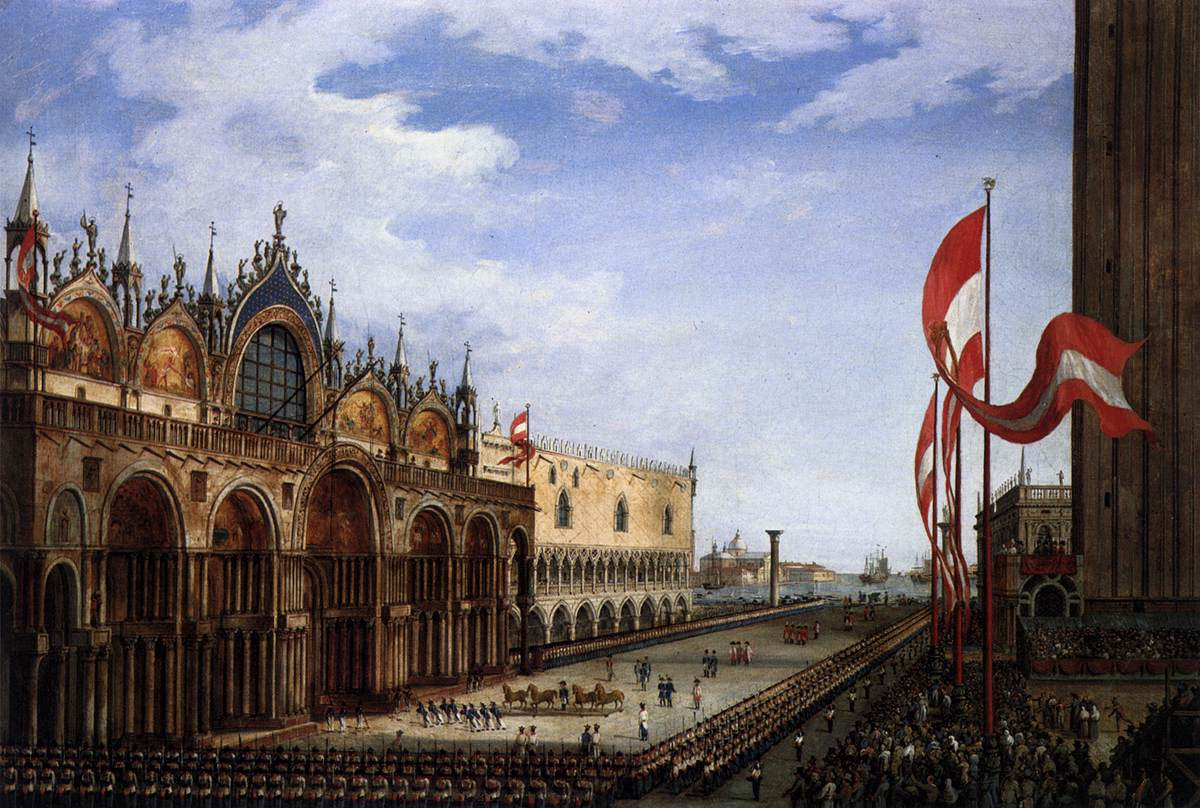
Le Retour des Chevaux de Saint-Marc (1815)

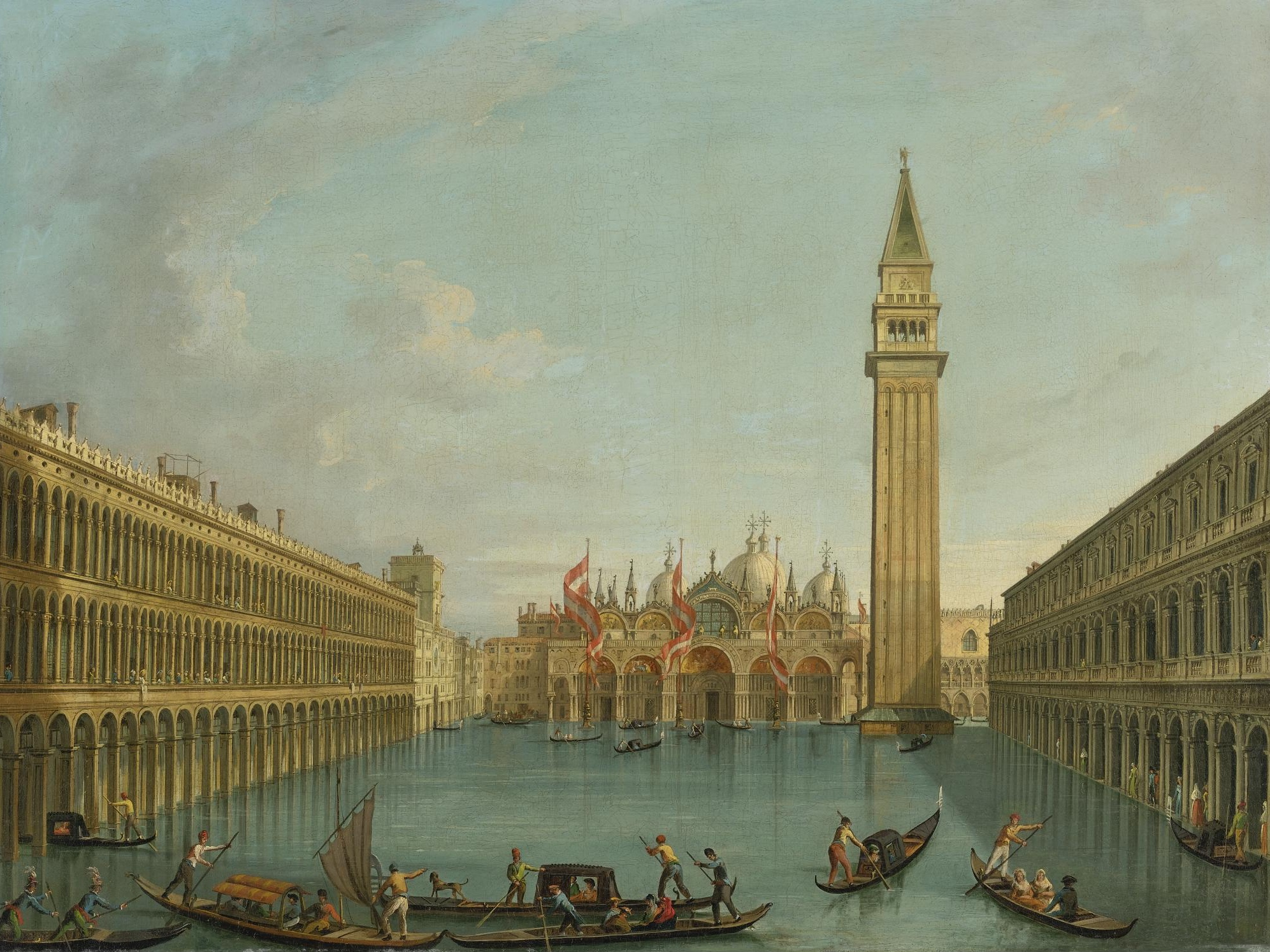
La Place Saint-Marc inondée (1825)

Vincenzo Chilone, né le 10 juillet 1758 à Venise et mort le 12 janvier 1839 dans la même ville, est un peintre italien spécialisé dans les vedute, d'après le style de Canaletto. 

## Biographie
Vincenzo Chilone naît dans une famille pauvre et perd son père à l'âge de deux ans. Quand il a douze ans, il travaille comme fabricant de bas de soie. Plus tard, il est apprenti chez un sculpteur sur bois. Son voisin s'est avéré être un élève de Francesco Battaglioli. Chilone lui est présenté et il est accepté dans son école. 
Les besoins économiques et les malheurs familiaux l'amène à devenir l'assistant d'Alessandro Mauro, architecte de théâtre et scénographe. Tout son travail est fait sans crédit. Après la mort de Mauro, il essaye brièvement de travailler seul, mais finalement accepté finalement un poste à Udine, en collaboration avec Antonio Mauro, pour faire les fresques d'un théâtre décoré par le peintre Giambattista Canal, dont la vue était défaillante. Il reste à Udine pendant un certain temps et aide à décorer le Palazzo Marcotti.
Il retourne à Venise en 1815, pratiquement oublié, et est contraint de travailler pour d'autres peintres. La plupart de ses toiles sont vendues à bas prix à des intermédiaires, dont certains ont fait d'énormes profits en les faisant passer pour des œuvres de Canaletto. C'est peut-être en réponse à cela qu'il commence à faire preuve d'une plus grande autonomie stylistique. Bientôt, il jouit du patronage de la noblesse. En 1824, il est élu membre de l'Académie des beaux-arts de Venise. La même année, il reçoit une importante commande du musicien vénitien expatrié, Domenico Dragonetti, qui est également collectionneur et marchand d'art. Malgré l'importance de son succès, il meurt apparemment dans la pauvreté.